# Életműdíj (Erdélyi Magyar Közművelődési Egyesület)
Az Erdélyi Magyar Közművelődési Egyesület Életműdíját a romániai magyarságért végzett munkáért adja a szervezet 1998 óta. Az életműdíjjal egy oklevél jár.

## Díjazottak
- 2020: Egyed Ákos történész[1]
- 2019: Boldizsár Zeyk Imre[2]
- 2017: Vizi E. Szilveszter[3]
- 2013: Csép Sándor (post mortem)
- 2012: Marosi Ildikó
- 2008: Bálint Lajos
- 2005: Szilágyi Ferenc[4] és Orth István
- 2002: Papp-Kincses Emese
- 1999: Kötő József
- 1998: Dávid Gyula